# Gemma Bernal Rosell
Gemma Bernal Rosell. (Barcelona, 1949). Dissenyadora industrial.
Va realitzar els seus estudis a l'Escola Eina de Barcelona. Forma el seu primer equip de disseny el 1967 amb Beth Galí i Ramon Isern i fruit de la seva col·laboració és una dutxa telèfon que va guanyar un Premi Delta d'Or. Del 1973 al 1999 va formar equip amb Ramon Isern. Els seus dissenys, que abasten des de l'electrònica fins al mobiliari, es caracteritzen per un estil sobri i per la seva funcionalitat.
És membre de l'Asociación de Diseñadores Profesionales (ADP). Ha estat membre de nombrosos jurats i ha impartit classes a les escoles Elisava i Eina de Barcelona, Escola ESDI de Sabadell i CEU San Pablo de València. Ha col·laborat amb els governs de Corea, Argentina i el Perú en programes d'ajuda a les empreses artesanals. Ha participat en exposicions d'art i disseny i en nombroses fires internacionals. Ha publicat llibres i articles de disseny industrial i de mobles. Entre els seus treballs podem destacar la vaixella Ona (1992) o la taula Cristalina (1983), tots dos dissenyats en col·laboració amb Ramon Isern.
El Museu del Disseny de Barcelona conserva productes dissenyats per Gemma Bernal i va ser una de les creadores presents a l'exposició Som aquí. Les dones en el disseny 1900-Avui que aquest museu va organitzar l'any 2023.